# Панарин, Михаил Михайлович
Михаил Михайлович Панарин (род. 4 августа 1983) — российский шахматист, гроссмейстер (2007).
Чемпион России по быстрым шахматам 2013 года (1-4 место, по доп. показателю первый).
Неоднократный чемпион Краснодарского края.
В составе различных команд участник командных чемпионатов России (2010, 2012—2013).
В настоящее время руководитель новороссийской шахматной школы «Гроссмейстер».

## Изменения рейтинга
| Графики недоступны из-за технических проблем. См. информацию на Фабрикаторе и на mediawiki.org. |